# Avenidas Novas
Avenidas Novas (ɐvɨˈniðɐʒ ˈnɔvɐʃ) è una freguesia portoghese e un quartiere di Lisbona. Situata nel centro di Lisbona, Avenidas Novas si trova a sud di Alvalade, a ovest di Areeiro, a est di Campolide e a nord di Santo António. La freguesia di Avenidas Novas è stata creata con la riforma amministrativa del 2012 che ha decretato l'accorpamento delle freguesias di Nossa Senhora de Fátima e São Sebastião da Pedreira, con aggiustamenti territoriali minori che le hanno inoltre attribuito aree di Campolide.

## Monumenti e luoghi d'interesse
- Arena di Campo Pequeno, in Avenida da República.
- Igreja de São Sebastião da Pedreira, in Largo de São Sebastião da Pedreira.
- Museo Calouste Gulbenkian e giardino della Fondazione Calouste Gulbenkian, in Avenida de Berna.
- Parco Edoardo VII
- Pavilhão dos Desportos o Pavilhão Carlos Lopes, progettato da Carlos e Guilherme Rebelo de Andrade nel 1921
- Palacete Mendonça, progettato da Miguel Ventura Terra nel 1902 e completato nel 1909. Opere in ceramica di Rafael Bordalo Pinheiro. Prémio Valmor 1909.